# Thaumastochloa monilifera
Thaumastochloa monilifera är en gräsart som beskrevs av Marc Simon Maria Sosef och De Koning. Thaumastochloa monilifera ingår i släktet Thaumastochloa och familjen gräs. Inga underarter finns listade i Catalogue of Life.